# Seillons-Source-d'Argens
 Seillons-Source-d'Argens  es una población y comuna francesa, que se encuentra en la región de Provenza-Alpes-Costa Azul, departamento de Var, en el distrito de Brignoles y cantón de Barjols.

## Demografía
| 292 | 295 | 309 | 397 | 844 | 1610 |
| Para los censos de 1962 a 1999 la población legal corresponde a la población sin duplicidades (Fuente: INSEE [Consultar]) |     |     |     |     |      |